# إفريقيا (فلم)
أفريقيا (بالإنجليزية: Africa (film)) هو فيلم من الرسوم المتحركة القصيرة لوالتر لانتس عام 1930 عن أوسوالد الأرنب المحظوظ.

## القصة
اوزوالد كان يسير عبر الصحراء المصرية على جمله. الجمل على الرغم أنه يسير حقيقيا في الخارج، لكنه في الواقع كأنه ماكينة بسبب شكل الكرتين من المكابس داخل أوزوالد الذي يتلاعب مع قدميه مثل دواسات الدراجة.
في يوم، أسد كان يجري تجاههم. وللدفاع عن نفسه، أخرج أوزوالد بندقيته لكنهت كانت معطة. كملاذه النهائي، أطلقت أوزوالد الكرتين المكابس من الإبل مثل مدفع في اتجاه الأسد. بالرعب من ظهرها العقدي، الأسد هرب مذعورا.
قريب حيث هو، رأى اوزوالد واحة والقصر. عند رؤية القرود الرقص والعزف على الآلات، الأرنب الغريب يقرر الانضمام إلى المرح. كما دخل القصر، وكان في استقبال أوزوالد من قبل الملكة. الملكة سأله من هو، وقدم أوزوالد نفسه في الأغنية، وكذلك إعطاء المشورة لنمط حياة ربما أفضل. يسر من خلال زيارته، طلب الملكة أوزوالد إذا كان يود أن يكون ملكها. كان أوزوالد في البداية غير مؤكد، مع العلم أنه لم يلتق قط ملكة، ولكن قبلت على الفور. اتضح للحظات أن الملكة لا يزال لديه الملك الذي يظهر ثم يلقي أوزوالد من القصر وإلى بركة الكامل من التماسيح. لحسن الحظ، أوزوالد يهرب سالما وتنجرف في الصحراء.

## ملحوظة
أغنية اوسالدز هي مصممة أول مرة لهذا الفيلم. وقد ظهرت الأغنية ثانية في بداية الكارتون التالي الاسكا .